# Peccadilles importunes
Peccadilles importunes est un recueil de trois courtes pièces enfantines pour piano d'Erik Satie, composé en 1913. 

## Présentation
Peccadilles importunes date d'octobre 1913. La partition est publiée l'année suivante par Eugène Demets et est dédiée à Marguerite Long.
« Véritable oasis de simplicité », l’œuvre est écrite à destination des enfants (ou des débutants), « "sur les cinq notes", c'est-à-dire pour les mains posées sur les degrés conjoints, sans déplacement ni passage de pouce », et est communément groupée, en compagnie de Menus propos enfantins et d'Enfantillages pittoresques, sous l'appellation générale d'« Enfantines ».

## Structure
Le cahier, d'une durée moyenne d'exécution de deux minutes trente environ, comprend trois mouvements, qui sont « comme un pense-bête mignon des fautes à ne pas commettre » :
1. Être jaloux de son camarade qui a une grosse tête — Andante
2. Lui manger sa tartine — Lent
3. Profiter de ce qu'il a des cors aux pieds pour lui prendre son cerceau — Un peu vif

Anne Rey commente la technique de « ces enfantines réellement puériles. Pour Debussy et Ravel, l'enfant était poète. Pour Satie, il possède avant tout de petites mains. Il ne rougit pas d'écrire sur cinq notes, et sans passages de pouce ».
David Christoffel envisage la dimension critique de la partition en relevant le jeu de Satie avec l'infantilisme des méthodes de piano pour enfants : "Le perroquet pourrait bien faire des «A» à répétition, le musicologue finirait par se perdre à croire que le compositeur est au-dessus du perroquet." (Ouvrez la tête)

## Discographie
- Mon ami Satie, « une heure d'humour en compagnie de Claude Piéplu » (récitant), Jean-Pierre Armengaud (piano), Harmonia Mundi, Mandala, MAN 4879, 1991.
- Tout Satie ! Erik Satie Complete Edition[7], CD 5, Aldo Ciccolini (piano), Erato 0825646047963, 2015.

### Ouvrages généraux
- Guy Sacre, La musique pour piano : dictionnaire des compositeurs et des œuvres, vol. II (J-Z), Paris, Robert Laffont, coll. « Bouquins », 1998, 2998 p. (ISBN 978-2-221-08566-0), p. 2392-2393.
- Adélaïde de Place, « Erik Satie », dans François-René Tranchefort (dir.), Guide de la musique de piano et de clavecin, Paris, Fayard, coll. « Les Indispensables de la musique », 1987, 867 p. (ISBN 978-2-213-01639-9, OCLC 17967083), p. 633.

### Monographies
- Vincent Lajoinie, Erik Satie, Lausanne, Éditions L'Âge d'Homme, 1985 (ISBN 978-2-8251-3228-9).
- (en) Robert Orledge, Satie the composer, New York, Cambridge University Press, coll. « Music in the 20th Century », 1990, 394 p. (ISBN 978-0-521-35037-2).
- Anne Rey, Satie, Paris, Éditions du Seuil, coll. « Solfèges », 1974, rééd. 1995, 192 p. (ISBN 978-2-02-023487-0 et 2-02-023487-4).
- David Christoffel, Ouvrez la tête (ma thèse sur Satie), Paris, Editions MF, 2017.